# زوزانا تشابوتوفا
زوزانا تشابوتوفا (بالسلوفاكية: Zuzana Čaputová)‏ (مواليد 21 يونيو/حزيران 1973) هي سياسية، ومحامية وناشطة سلوفاكية وأول امرأة تفوز في الانتخابات الرئاسية في سلوفاكيا 2019. هي عضو مؤسس  ونائبة رئيس 
حزب سلوفاكيا التقدمي وهوَ حزب تقدمي وليبرالي غير ممثل في البرلمان.
تُعدّ كابوتوفا أول امرأة تتولى منصبَ الرئاسة في سلوفاكيا كما تُعتبرُ أصغر رئيسة في تاريخ البلاد حيثُ لم تتجاوز الـ 45 من عمرها بعد حينها. عُرفت زوزانا على نطاقٍ واسعٍ بفضلِ نشاطها الكبير ونضالها في عديدِ المجالات لعلّ أبرزها الحفاظ على البيئة ومكافحة النفايات السامة خاصّة في مسقط رأسها بيزينوك ما مكّنها في العام 2016 من الحصولِ على جائزة غولدمان البيئية.

## الحياة المُبكّرة والتعليم
وُلدت زوزانا كابوتوفا في عائلة من الطبقة العاملة في براتيسلافا. نشأت في بلدة قريبة من بيزينوك في تشيكوسلوفاكيا حيثُ قضت العقدين الأولين من حياتها هناك. درست في كليّة القانون في جامعة كومينيوس في براتيسلافا؛ وتخرجت منها في عام 1996. أكملت تدريبها بين عامي 1998 و 1999 في تخصص الإدارة العامة كما نالت في العام الأخيرة شهادة جامعيّة مُعتمدة من قبل وزارة التعليم السلوفاكيّة.

## المسيرة المِهنيّة

### المحاماة
بعد أن أنهت تعليمها؛ عملت كابوتوفا في محكمة محلية في بيزينوك كمساعدة في الإدارة القانونية ثمّ شغلت فيما بعد منصب نائب عمدة المدينة. انتقلت إلى القطاع التطوعي حيث تولت الإدارة العامة لجمعيّة غير ربحيّة وتخصّصت في الدفاع عنِ استغلال الأطفال وإساءة معاملتهم. عملت في وقتٍ لاحق كمديرة مشروع الجمعيات الأهلية الذي يهدفُ لتنمية المجتمعات المحلية على عدّة مستويات بما في ذلك المستوى الاقتصادي.
بين عامي 2001 و 2017؛ عملت كابوتوفا مع منظمة مدنية مستقلّة ثمّ صارت محامية في ذات المنظمة منذ 2010، قبلَ أن تنضمّ فيما بعد إلى منظمة السلام الأخضر. زكّزت زوزانا في نشاطها على مدينة بيزينوك حيثُ كانت في طليعة حملة عامة ضد النفايات السامّة التي من شأنها أن تؤدي إلى تفاقم تلوث التربة والهواء والمياه في المدينة والمناطق المحيطة بها.

### الحياة السياسية

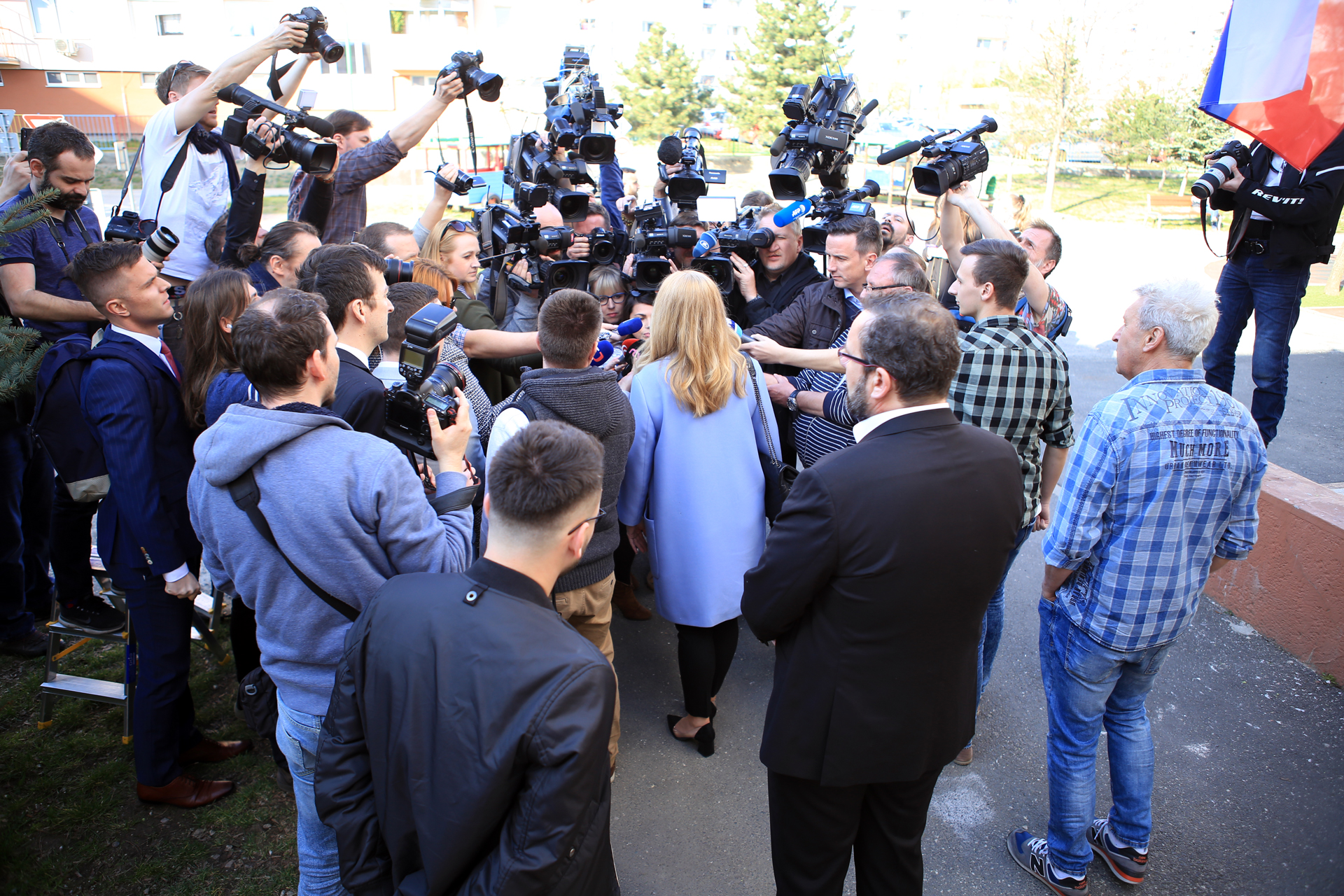
كابوتوفا خلالَ حديثها للصحفيين عام 2019

أعلنت زوزانا كابوتوفا في كانون الأول/ديسمبر عام 2017 دخولها مُعترك السياسة عبرَ حزب سلوفاكيا التقدمي ثمّ انتُخبت في مطلع كانون الثاني/يناير 2018 كنائبة رئيس الحزب فضلًا عن كونها منَ الأعضاء المؤسسين له. بقيت كابوتوفا في ذات المنصب داخل الحزب التقدمي حتى آذار/مارس 2019 عندما استقال رئيس الحزب بسبب نيّته الترشح للرئاسة كمستقل. دفعَ الحزب التقدمي السلوفاكي بزوزانا للمشاركة في الانتخابات الرئاسية لعام 2019 فتمكّنت من الفوزِ بها في الجولة الثانية بعدما حصلت على أكثر من 58% من الأصوات متفوقةً بذلكَ على نائب رئيس المفوضية الأوروبية ماروش شيفوفيتش.

## المواقف السياسية
على موقعِ حملتها؛ تقولُ كابوتوفا أنّها تسعى لتعزيز العدالة في سلوفاكيا والتي لا تتحقق للجميع وتماشيًا معَ هذا فقد أعلنت أنّها تنوي إدخال تغييرات جذريّة على قطاع الشرطة والنظام القضائي في البلاد بما في ذلك العمل على تعزيز استقلاليّة مؤسسة الشرطة دون التأثر برئيس البلاد أو بالحزبِ الحاكم.

### البيئة
ترى كابوتوفا أنّ حماية البيئة أمرٌ ضروري ولا مفرّ منهُ كما تقترحُ عددًا منَ الخطط والبرامج لهذا الغرض بما في ذلكَ التوقف عن إزالة الأشجار الغابات وكذا حماية الأراضي الزراعيّة.

### حقوق المثليين
تدعمُ كابوتوفا حقوق المثليين كما تؤيّد الشراكة/الزواج من نفسِ الجنس فضلًا عن مطالبتها بضرورة تثقيف عامة الناس حولَ هذا النوعِ منَ العلاقات. خِلال إحدى الحوارات التلفزيّة؛ قالت زوزانا حول زواج المثليين: «أنا أفضل طبعًا أن يكونَ الطفل من أم بيولوجي وأبٍ بيولوجي أيضًا لكن وفي حالة ما كبرَ هذا الطفل في مؤسسة للرعايّة فلا مانعَ لديّ في تبنّيه من قِبل زوجين من نفس الجنس.»

### الإجهاض والحقوق الإنجابية
تدعمُ كابوتوفا الحفاظ على الوضع الراهن فيما يتعلق بالإجهاض حيثُ تقول: «هناك بعض الحالات المتطرفة فيما يخصّ الإجهاض كما أنّ المعضلة هنا هي أنّ المسؤولية تُرمى بالكامل على البنت!»

## الحياة الشخصية
كابوتوفا متطلّقة ولها ابنتان. تُعرف في سلوفاكيا بعشقها لرياضة اليوغا وبتشجيعها الكل على ممارستها.

## روابط خارجية
- زوزانا تشابوتوفا على موقع IMDb (الإنجليزية)
- زوزانا تشابوتوفا على موقع مونزينجر (الألمانية)